# Zhang Fengliu
Zhang Fengliu (张凤柳S, Zhāng Fèng LǐuP; 15 novembre 1989) è una lottatrice cinese.

## Palmarès

### Olimpiadi
- 1 medaglia:
  - 1 bronzo (Rio de Janeiro 2016 nei 75 kg)

### Mondiali
- 1 medaglia:
  - 1 oro (Budapest 2013 nei 72 kg)

### Campionati asiatici
- 2 medaglie:
  - 2 bronzi (Jeju 2008 nei 67 kg; Pattaya 2009 nei 63 kg)